# Carabinae

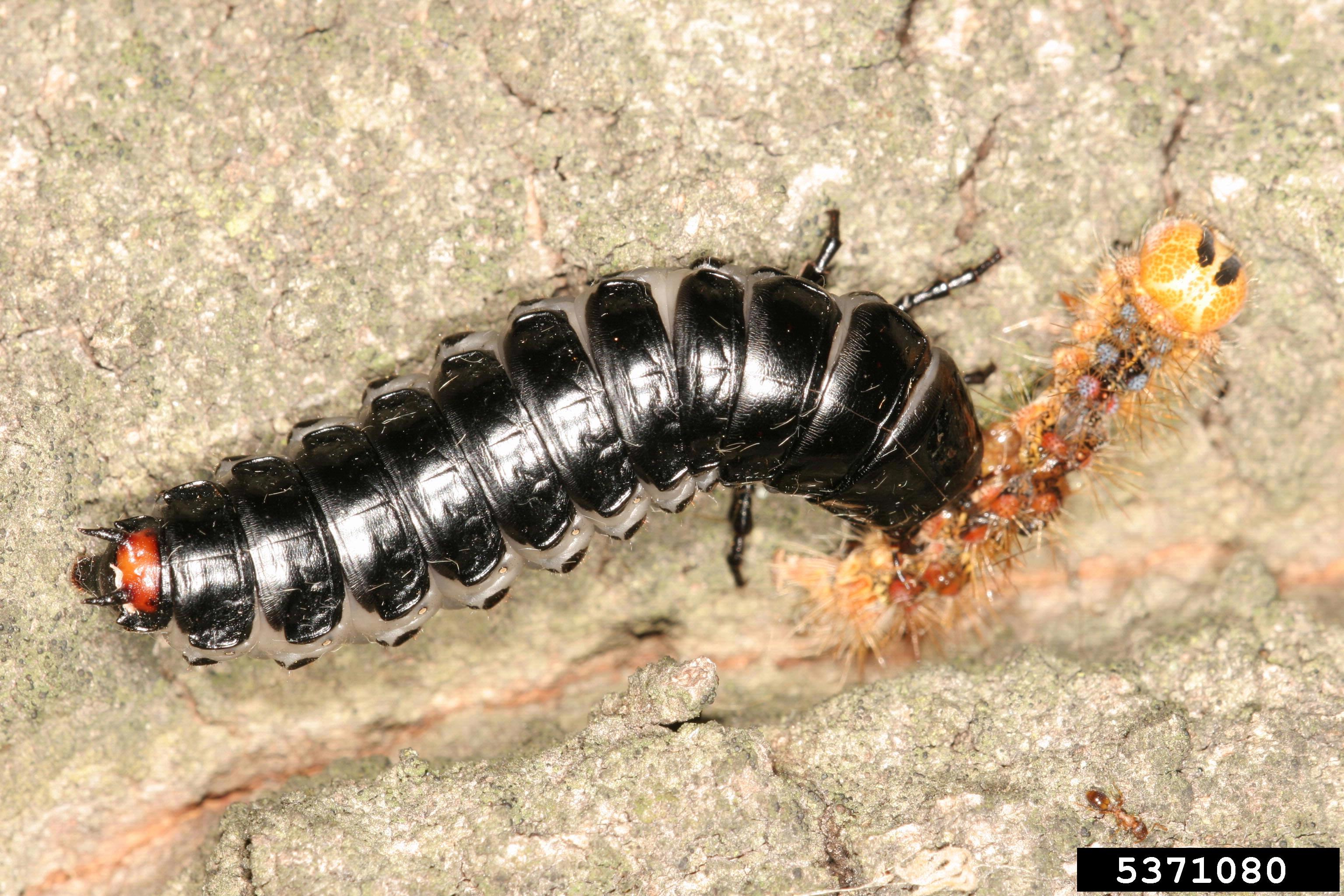
Larve eines Großen Puppenräubers (Calosoma sycophanta) beim Fressen einer Raupe des Schwammspinners.

Die Carabinae sind eine Unterfamilie der Familie der Laufkäfer (Carabidae). In Europa sind 460 Arten und Unterarten bekannt. Die Gruppe ist wahrscheinlich para- oder polyphyletisch. Sie umfasst mit den Cicindini eine der eigentümlichsten und rätselhaftesten Triben der Laufkäfer.

## Merkmale

### Käfer
Die vier Triben Carabini, Ceroglossini, Pamborini und Cychrini umfassen große und farbenprächtige Arten. Viele Arten der Unterfamilie, insbesondere die ihrer größten Gattung, der Echten Laufkäfer (Carabus) sind metallisch glänzend gefärbt und haben eine auffällige Musterung auf den Deckflügeln (Elytren). Die Käfer sind klein (z. B. Gattung Notiophilus) bis sehr groß (z. B. Gattungen Carabus und Procerus). Nahezu alle Arten sind flügellos. Die Sporne der Tibien (Schienen) der Vorderbeine und die Putzorgane der Fühler sind bei den Triben Opisthiini, Carabini und Cychrini terminal. Ansonsten ist ein Sporn subterminal und die Putzorgane sind proximal leicht verlängert. Der Fortsatz des Prosternums reicht deutlich hinter den Hinterrand der Hüften der Hinterbeine und verjüngt sich zur Spitze hin. Die Einbuchtungen der Vorderhüften sind offen. Das Mesoventrit ist typisch für die Unterfamilie, das Metepimeron ist verdeckt.

### Larven
Die Larven der Carabinae sind in ihrem Aussehen sehr vielfältig. Kein Merkmal, das die Gruppe als Ganzes charakterisiert, ist eine Autapomorphie: die cervikalen und okularen Gruben fehlen, ein Hypodon (zentraler Zahn) ist meist ausgebildet und fehlt nur bei der Gattung Opisthius, die Muskeln der Fühler sind nicht verkreuzt, die Mandibeln tragen meist ein Penicillum, der Hypopharynx ist deutlich wulstig und hat einen präoralen Filter, der Musculus tentoriohypopharyngalis medialis ist in der Regel vorhanden (bei der Gattung Nebria ist die Brücke des Tentoriums unterbrochen und der Muskel fehlt) und die Musculi verticopharyngalis und tentoriopharyngalis sind gut entwickelt.
Die Larven der Ceroglossini, Carabini, Pamborini und Cychrini sind stark sklerotisiert, haben eine reduzierte Borstenzahl auf den Tergiten und Sterniten und eine deutlich erhöhte Porenzahl. Am dritten Fühlerglied ist der Fortsatz zur Sinneswahrnehmung reduziert. Die Larven der Nebriini, Opisthiini und Notiophilini haben reduzierte Borsten an TE6 (Tergit), PR8 (Pronotum) und ME2 (Meso- und Metanotum) und haben grob strukturierte Mikrostrukturen auf allen Tergiten.

## Lebensweise
Die meisten Arten, wie auch die der Gattungen Carabus und Ceroglossus leben am Boden und ernähren sich mehr oder weniger spezialisiert als Räuber. Die Imagines und Larven der Cychrini sind auf Schnecken spezialisiert. Die der Gattung Calosoma fressen Schmetterlingsraupen, einige Arten klettern bei der Jagd auch auf Bäume. Bei Massenauftreten von Raupen treten manche Arten, z. B. Calosoma frigidum, in großer Zahl auf. Die Larven der Gattung Notiophilus sind auf die Jagd von Springschwänzen spezialisiert.

## Systematik
Die Carabinae umfassen neun Triben:
- Carabini
- Ceroglossini
- Pamborini
- Cychrini
- Notiokasiini mit nur einer Art, Notiokasis chaudoiri Kavanaugh & Negre 1983
- Cicindini
- Opisthiini
- Notiophilini
- Nebriini

## Belege